# Douban
Douban.com (em chinês:  豆瓣) é um site de serviço de rede social chinês que permite que usuários registrados registrem informações e criem conteúdo relacionado a filmes, livros, música, eventos recentes e atividades em cidades chinesas. Pode ser visto como um dos sites da web 2.0 mais influentes na China. Douban também possui uma estação de rádio na Internet, que ocupa o primeiro lugar na iOS App Store em 2012. Douban era anteriormente aberto a usuários registrados e não registrados. Para usuários registrados, o site recomenda livros, filmes e músicas potencialmente interessantes, além de servir como um site de rede social como WeChat, Weibo e record Keeper; para usuários não registrados, o site é um lugar para encontrar classificações e críticas da mídia.
Douban tinha cerca de 200 milhões de usuários registrados em 2013.
O site atende usuários pan-chineses e seu conteúdo é em chinês. Cobre obras e mídia em chinês e em línguas estrangeiras. Alguns autores e críticos chineses cadastram suas páginas pessoais oficiais no site.

## Nome
O site tem o nome de um Hutong no distrito de Chaoyang, Pequim, onde o fundador morou enquanto começava a trabalhar no site.

## Fundador
Douban foi fundada por Yang Bo (杨 勃). Ele se formou em física na Universidade Tsinghua antes de frequentar a Universidade da Califórnia em San Diego como aluno de doutorado. Depois de receber seu PhD em física computacional, ele trabalhou como cientista pesquisador na IBM. Mais tarde, ele retornou à China, tornando-se o CTO de uma empresa de software fundada por um de seus amigos. Em 2005, Yang começou a criar um site da web 2.0 para viagens chamado Lüzong (驴 宗), inicialmente um projeto individual em um Starbucks em Pequim. Em alguns meses, porém, o site foi transformado no que agora é conhecido como Douban.com.